# Латена
Латена (фр. Laténa) — коммуна швейцарского кантона Невшатель, образованная 1 января 2025 года путем объединения коммун Энж, Ла-Тен, Сен-Блез и Отрив, решение о котором было принято 26 ноября 2023 года. Относится к статистическому региону Литтораль.
Административный центр располагается в Сен-Блезе.

## История
26 ноября 2023 года в коммунах Анж, Ла-Тен, Сен-Блез и Отрив прошло голосование по вопросу о слиянии муниципалитетов и создании новой коммуны Латена. Проект слияния был принят с учетом следующего распределения голосов: 97,14 % голосов «за» в Анже, 76,87 % в Отриве, 72,62 % в Ла-Тене и 66,97 % в Сен-Блезе.
20 июня 2024 года муниципальный парламент Латены провел свое учредительное заседание. В ходе заседания были избраны пять членов исполнительной власти: Валери Дюбоссон (Зелёная партия Швейцарии), Ванесса Ренфер (Социал-демократическая партия Швейцарии), Даниэль Ротш (Социал-демократическая партия Швейцарии), Рокко Маури (Свободная демократическая партия. Либералы) и Лоран Амез-Дро (Свободная демократическая партия. Либералы).
Объединение вступило в силу 1 января 2025 года.
| Бывшая коммуна | Населённые пункты      | фр. название                 | Площадь, 2016 | Население, 2023 |
| -------------- | ---------------------- | ---------------------------- | ------------- | --------------- |
| Анж            | Анж                    | Enges                        | 9,58          | 271             |
| Ла-Тен         | Марин-Эпанье Тиль Вавр | Marin-Epagnier Thielle Wavre | 5,29          | 5520            |
| Отрив          | Отрив                  | Hauterive                    | 11,97         | 2669            |
| Сен-Блез       | Сен-Блез               | Saint-Blaise                 | 8,86          | 3238            |
| Итого          |                        |                              | 35,7          | 11 698          |